# Herb gminy Fredropol
Herb gminy Fredropol – jeden z symboli gminy Fredropol.

## Wygląd i symbolika
Herb przedstawia na tarczy w polu niebieskim białego wspiętego jednorożca. Jest to godło z herbu Bończa, którym posługiwał się ród Fredrów.